# Осман III Калінуама
Осман III Калінуама (*д/н —1422) — 5-й маї Борну в 1421—1422 роках.

## Життєпис
Походив з династії Сейфуа. Син маї Дауда I. Про молоді роки обмаль відомостей, ймовірно з 1380-х років брав участь у боротьбі за трон між гілками правлячої династії Ідрісі й Дауді.
1421 року посів трон, можливо поваливши свого попередника Бірі III. Але через декілька місяців стикнувся з повстання кеґамми (головнокомандуючого) Нікале ібн Ібраїма та єріми (командувача північчю) Кадаєм. 1422 року був повалений, втік до хауської держави Кано, де невдовзі його було вбито. Новим маї став представник гілки Ідрісі — Дунама IV.